# Moringa ruspoliana
Moringa ruspoliana är en tvåhjärtbladig växtart som beskrevs av Adolf Engler. Moringa ruspoliana ingår i släktet Moringa och familjen Moringaceae. Inga underarter finns listade i Catalogue of Life.